# Vladimir Karpov
Vladimir Vasiljevitj Karpov (russisk: Владимир Васильевич Карпов; født 28. juli 1922 – 19. januar 2010) var en sovjetisk forfatter, som skrev historiske romaner. Han fik tildelt prisen som Sovjetunionens Helt for sin tapperhed under 2. Verdenskrig.
Han blev født i Orenburg og flyttede senere til Tashkent som barn.
I 1943 blev han forfremmet til premierløjtnant i hæren. Han blev tildelt prisen som Sovjetunionens Helt i 1944.
Han begyndte at skrive i 1945. Fra 1966 var han redaktør for tidsskriftet Oktjabr (dansk: oktober) i Usbekistan, og senere blev han redaktør for tidsskriftet Nóvyj Mir (dansk: Ny Verden).
Han døde den 19. januar 2010 i Moskva.